# Grand Prix de l’A. C. F.

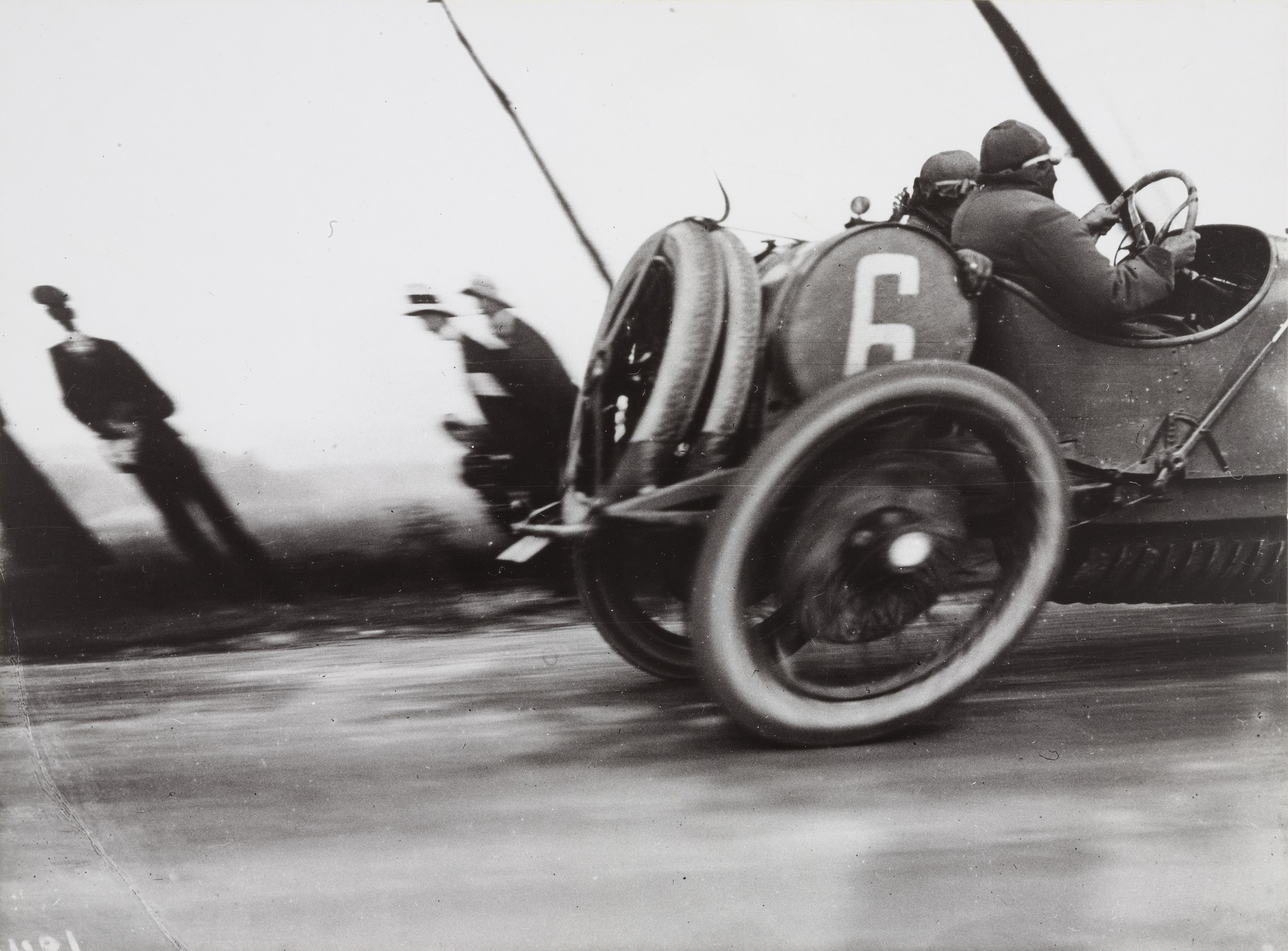
Jacques Henri Lartigue: Grand Prix de l'A. C. F. (zselatinos ezüst, 1912)

A Grand Prix de l'A. C. F. Jacques Henri Lartigue talán leghíresebb felvétele, 1912. június 25-én az Automobile Club de France nagydíjáért folyó versenyen készült.

## Története
Az 1900-as években nagy népszerűségnek örvendtek az országúti autóversenyek. Ezek a futamok nem csak látványosságok voltak, az odalátogatók megismerkedhettek a különböző autómodellekkel is. Franciaország akkoriban autógyártó nagyhatalomnak számított: több mint 200 (!) autógyártó volt az országban. Míg a versenyzők a díjakért, a gyártók a lehetséges vevőkért versengtek. A versenyek nem voltak olyan jól szervezettek, mint napjainkban. Az autók a koszos utakon száguldoztak, az útvonalak a verseny idejére nem voltak biztosítva. Gyakoriak voltak a defektek és a – nem egyszer halálos kimenetelű – balesetek. Aznap, amikor ez a fotó készült Lartigue is értesült az egyik versenyző tragédiájáról: „14 órakor nem látni több autót. A verseny mára befejeződött. A hotelben közlik velünk, hogy Hemery él! Coline-t utolérte a végzet. Megsebesült, a szerelője halott.”
1912. nyarán, a tizennyolc éves Lartigue szüleivel Le Tréport-ba utazott, hogy megtekintse a francia autóklub nagydíjáért folyó versenyt. Lartigue a második versenynapon egy Zeiss objektívval felszerelt Ica Reflex kamerával indult a futamra. Az autó hátsó kerekének ellipszis formája a kamera horizontális redőnyzárának köszönhető. A fotós kamerájával követte az autó mozgását, ennek eredményeként a kocsi és utasai élesen míg a környezet, a nézők elmosódva jelennek meg az üveglemezre rögzített képen. Lartigue nem volt elégedett a képpel, sőt kifejezetten rossznak tartotta. Zavarhatta a hátsó kerék torzult alakja, a dőlő nézők, vagy a hatos számot viselő Schneider gépkocsi hiányzó elülső része. De talán ezek a hibák tették tökéletessé a képet, amely mindennél jobban adja vissza a verseny lendületét, mozgalmasságát és hangulatát.
A fénykép 1963-ban szerepelt a New York-i Modern Művészetek Múzeumában rendezett Lartigue munkáit bemutató első kiállításon is. A kiállítás sikerét követően a LIFE magazin 1963. november 29-én megjelent számában több oldalt szenteltek Lartigue munkáinak.